# Lov na bivšu ženu
Lov na bivšu ženu (енгл. The Bounty Hunter) je komedija sa elementima akcionih i romantičnih filmova. Režiser je Endi Tenant, glavna uloga Dženifer Aniston i Džerard Batler. Film je u isto vreme prikazan u Velikoj Britaniji i SAD 19. marta 2010.

## Radnja
Lovac na ucenjene glave Majlo Bojd (Džerard Batler) nema sreće u svojoj profesiji. Dobija zadatak da privede jednu osobu koja je pobegla nakon isplate kaucije. Ta osoba je njegova bivša žena, Nikol Herli (Dženifer Aniston). Ona je po zanimanju novinar - reporter. Majlo misli da će lako zaraditi novac, ali Nikol uspeva da mu pobegne, a onda i da ga uvuče u slučaj jednog zataškanog ubistva. Tokom filma se ređaju incidenti, interesantne situacije, kada se oni bora jedan protiv drugog za sopstveni život.

## Uloge
- Dženifer Aniston kao Nikol Herli
- Džerard Batler kao Majlo Bojd
- Kristina Baranski kao Kiti Herli
- Džejson Sudejkis kao Stjuart
- Džef Garlin kao Sid
- Koral Anderson kao Ital
- Piter Grin kao Erl Maler
- Šivon Falon kao Teresa

## Produkcija
Film je snimljen u Bruklinu, (Njujork) i na još nekim mestima u SAD (most Verazano-Narouz, Staten Ajlandu, hipodromu Monmut Park, Nju Džerziju. Film je sniman od juna do septembra 2009. 

## Odjeci

### Kritičari
Kritičari su negativno ocenili film. "Glumci izgledaju dobro, ali u filmu ne znaju šta da rade s njima." Na sajtu Metacritic film je dobio 22 od mogućih 100 poena. Po Rodžeru Ebertu uloge nisu dobro osmišljene, a zaplet je već viđen." Kerz Legel u časopisu Arizona ripablik The Arizona Republic glumu ocenjuje nešto bolje a za radnju filma kaže da je stereotipna, ali dobro "upakovana".

### Zarada
Iako Lov na bivšu ženu zaostaje iza filmova  Alisa u zemlji čudesa i Dnevnik Vimpi Kid , ali je zaradila već u prvoj nedelji prikazivanja 20,7 miliona dolara. Bez obzira na negativne kritike, film je dosta gledan i od 21. IV. 2010 godine je zaradio 60.470.733 dolara u SAD-u i 51,5 miliona van SAD, ukupno 111.970.733 dolara.

## Spoljašnje veze
- https://web.archive.org/web/20101231201215/http://www.bountyhunter-movie.net/
- Lov na bivšu ženu на веб-сајту  (језик: српски)
- The Bounty Hunter на веб-сајту  (језик: енглески)
- The Bounty Hunter на веб-сајту  (језик: енглески)
- The Bounty Hunter на веб-сајту  (језик: енглески)
- The Bounty Hunter на веб-сајту  (језик: енглески)